# Ziemia lokalna
Ziemia lokalna (ang. (local) earth) – część ziemi będąca w kontekście elektrycznym z uziomem, której potencjał elektryczny może być różny od zera.